# Marinette
Marinette es una ciudad ubicada en el condado de Marinette en el estado estadounidense de Wisconsin. En el Censo de 2010 tenía una población de 10.968 habitantes y una densidad poblacional de 520,95 personas por km².

## Geografía
Marinette se encuentra ubicada en las coordenadas 45°5′15″N 87°37′37″O / 45.08750, -87.62694. Según la Oficina del Censo de los Estados Unidos, Marinette tiene una superficie total de 21.05 km², de la cual 17.68 km² corresponden a tierra firme y (16.04%) 3.38 km² es agua.

## Demografía
Según el censo de 2010, había 10.968 personas residiendo en Marinette. La densidad de población era de 520,95 hab./km². De los 10.968 habitantes, Marinette estaba compuesto por el 96.95% blancos, el 0.29% eran afroamericanos, el 0.58% eran amerindios, el 0.55% eran asiáticos, el 0% eran isleños del Pacífico, el 0.45% eran de otras razas y el 1.19% pertenecían a dos o más razas. Del total de la población el 1.36% eran hispanos o latinos de cualquier raza.